# Album di famiglia
Albums de Simone Cristicchi
Cose dell'altro mondo
(2011) Abbi cura di me
(2019)
Album di famiglia est le quatrième album studio du chanteur italien Simone Cristicchi sorti le 14 février 2013 sur le label Pid.

## Historique
La chanson Laura est dédiée à Laura Antonelli.

## Liste des titres de l'album
1. Mi manchi
2. La prima volta (che sono morto)
3. Canzone piccola
4. Laura
5. Magazzino 18
6. Cigarettes (avec Nino Frassica)
7. Senza notte né giorno
8. Scippato
9. La cosa più bella del mondo
10. I matti de Roma
11. Le sol le mar (avec Alessandro Mannarino)
12. Il sipario
13. Testamento